# 김은정 (1986년)
김은정(1986년 11월 28일 ~ )은 대한민국의 가수, 배우, 작사가이다. 2008년 쥬얼리 5집 앨범 《키치 아일랜드》로 데뷔했고 2022년 1월 16일 작곡가 임광욱과 백년가약을 맺었다.

## 학력
인천효성초등학교 
북인천여자중학교
영일외국어고등학교 입학
- 인천외국어고등학교 영어과 (졸업)
- 상명대학교 지리학 (학사)

## 활동

### 예능
- MBC 에브리원 《무한걸스 시즌2》
- M.net/KM 《골든힛트쏭》
- SBS E!TV 《E!NEWS KOREA》
- 유튜브 《노빠꾸 탁재훈 탁스패치》

### 드라마
- 2012년 SBS 주간시트콤 《도롱뇽도사와 그림자 조작단》 ... 지민 역(카메오 출연)
- 2012년 채널A 미니시리즈 《K-팝 최강 서바이벌》 ... 오인영 역
- 2014년 MBC 일일연속극 《압구정 백야》 ... 가영 역
- 2015년 MBC 드라마넷 금토드라마 《나의 유감스러운 남자친구》 ... 줄리아 역
- 2016년 카카오페이지 웹드라마 《유명산 진달래》